# Pitárné

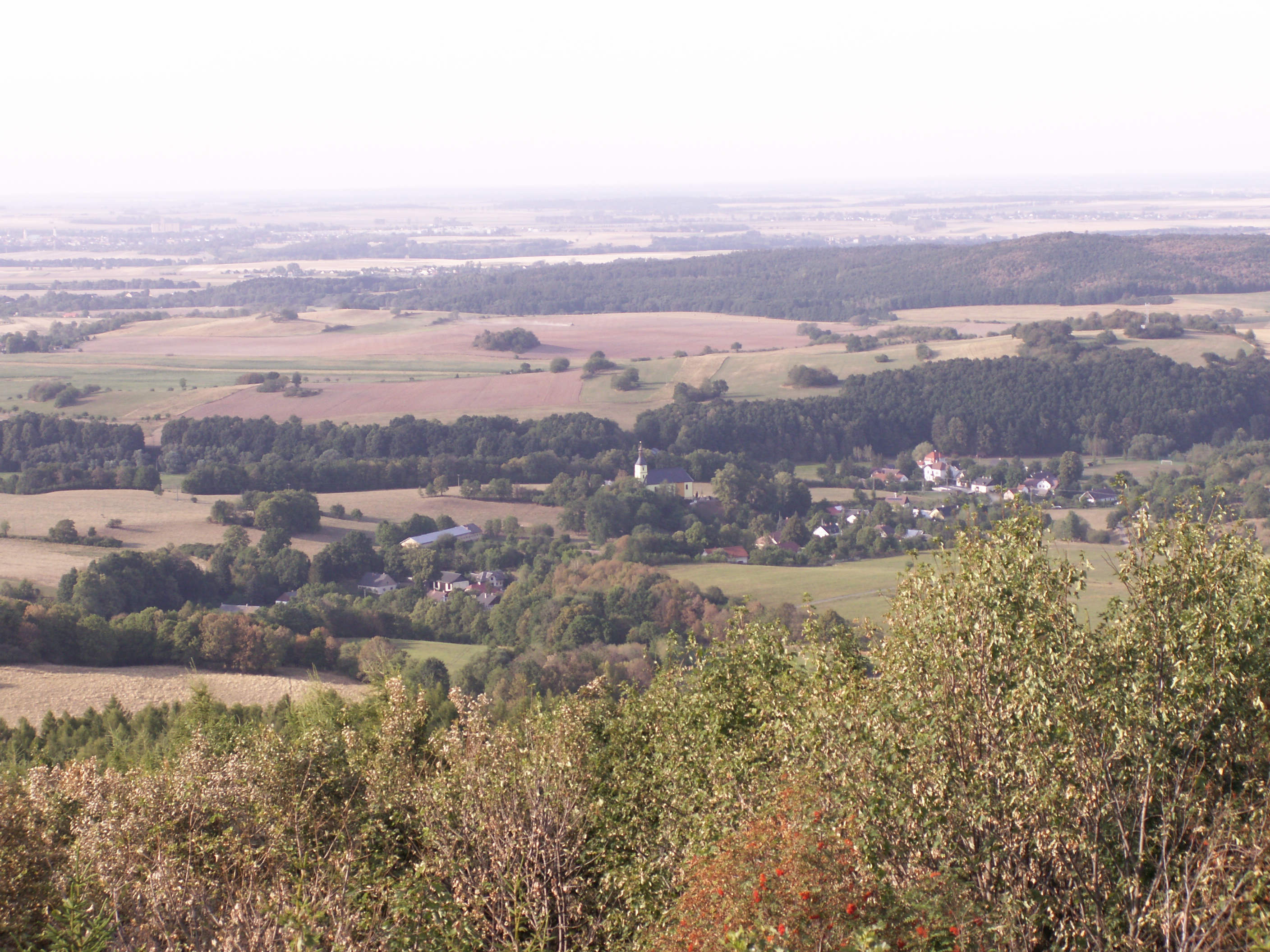
Blick von der Strážnice auf Pitárné

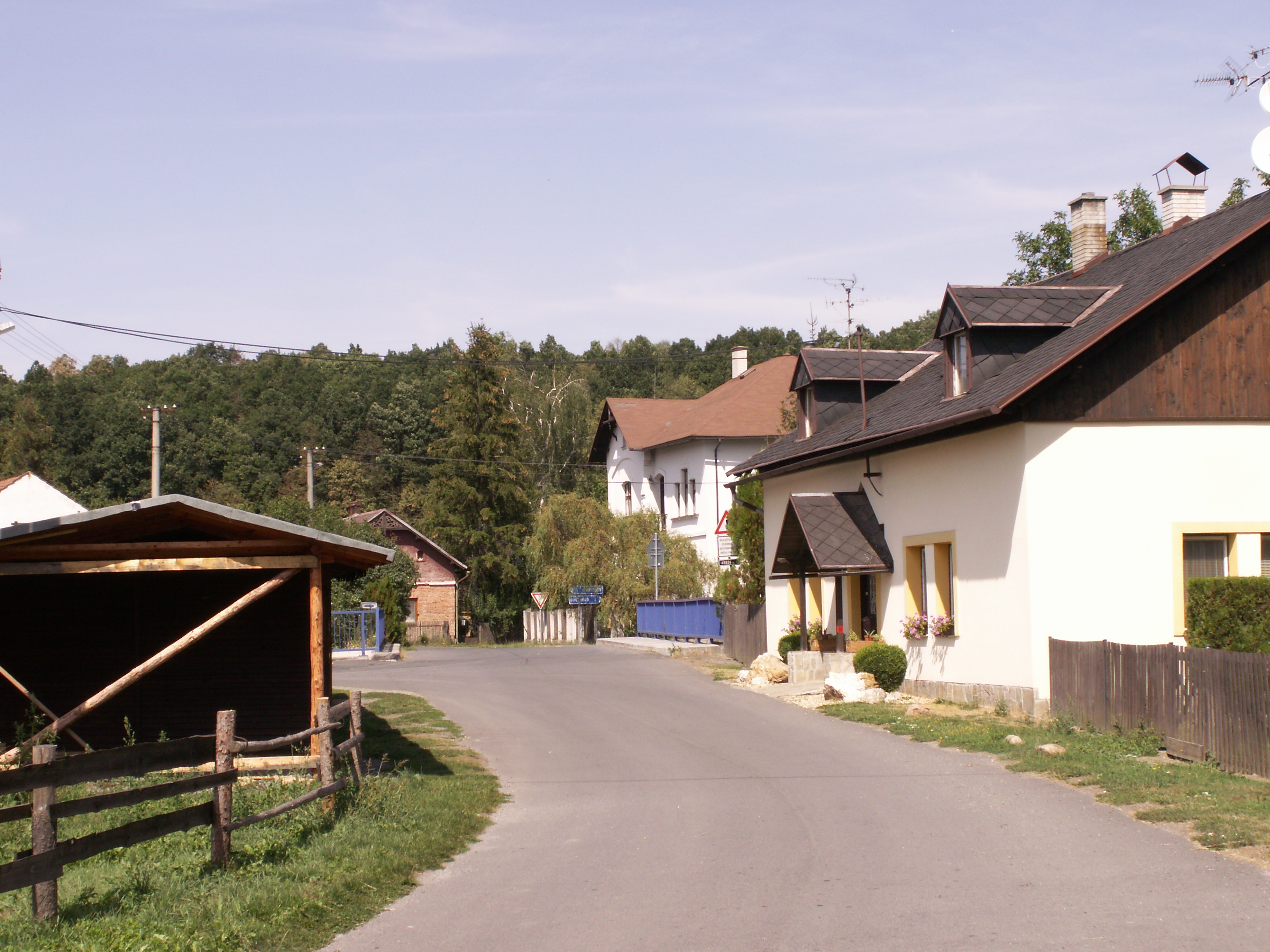
Dorfstraße

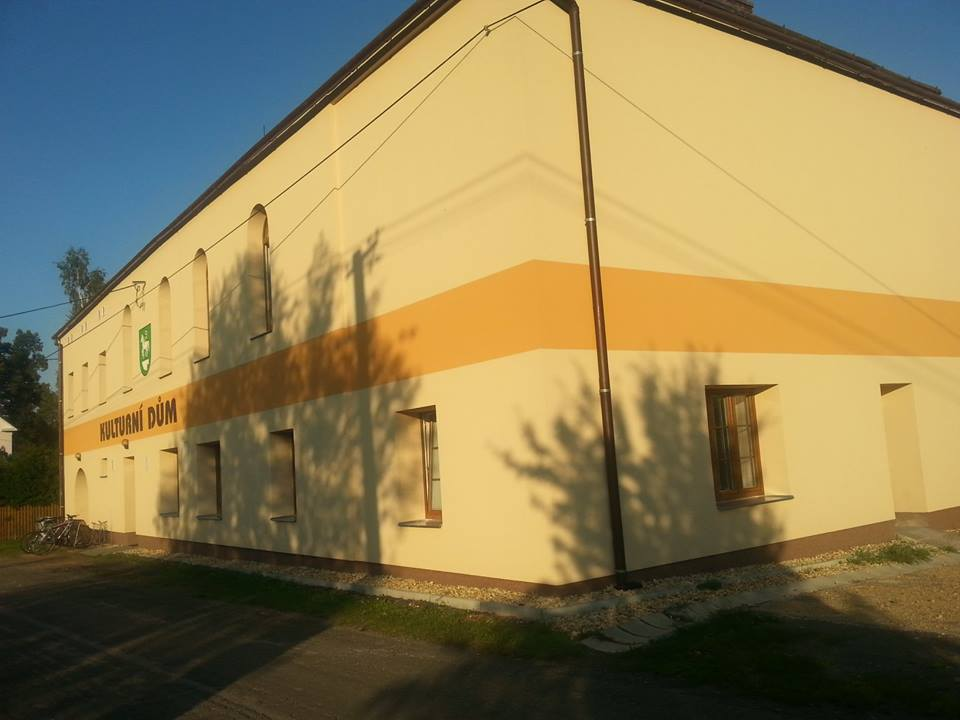
Kulturhaus

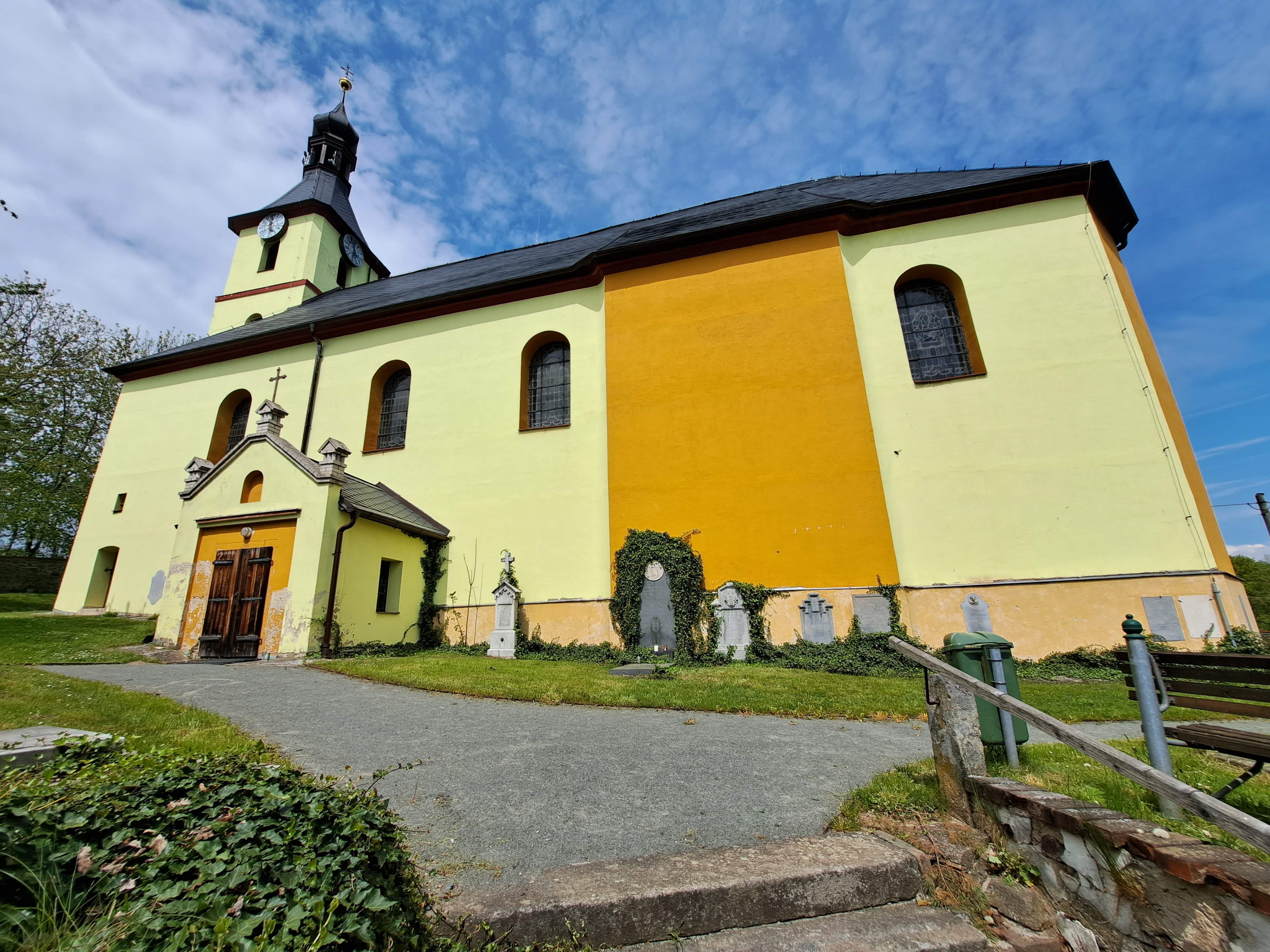
Kirche Mariä Heimsuchung

Pitárné (deutsch Pittarn) ist ein Ortsteil der Gemeinde Vysoká (Waißak) in Tschechien. Er liegt neun Kilometer südwestlich von Osoblaha (Hotzenplotz) nahe der polnischen Grenze und gehört zum Okres Bruntál.

## Geographie
Pitárné ist als Hufendorf angelegt und erstreckt sich rechtsseitig der Osoblaha (Ossa) im Seitental des Baches Mušlov (Muschelbach) am Rande der Zlatohorská vrchovina (Zuckmanteler Bergland) in der Jindřichovská pahorkatina (Hennersdorfer Hügelland). Nördlich erhebt sich der Lipowiec (Lindenberg, 369 m n.p.m.), im Nordosten der Bor (352 m. n.m.) und der Malý kopec (323 m. n.m.), südöstlich der Stráž (Wachberg, 420 m. n.m.), im Süden die Strážnice (Hutberg, 494 m. n.m.) und der Strážný vrch (487 m. n.m.), westlich der Velký kopec (Rothland, 452 m. n.m.) sowie im Nordwesten die Vysoká (Hoffekuppe, 451 m. n.m.). Westlich des Dorfes verläuft die Staatsstraße I/57 von Bartultovice (Bartelsdorf) nach Krnov (Jägerndorf), nördlich die Staatsstraße II/457 von Zlaté Hory (Zuckmantel) nach Osoblaha (Hotzenplotz).
Nachbarorte sind Bartultovice (Bartelsdorf), Trzebina (Wachtel-Kunzendorf) und Skrzypiec (Kreiwitz) im Norden, Dytmarów (Dittersdorf), Krzyżkowice (Kröschendorf) und Životice (Seitendorf) im Nordosten, Dívčí Hrad (Maidelberg) im Osten, Grundek (Grundeck), Nové Povelice (Neu Paulowitz) und Horní Povelice (Ober Paulowitz) im Südosten, Liptaň (Liebenthal) im Süden, Damašek (Damasko), Artmanov (Artmannsgrund), Malý Valštejn (Klein Wallstein), Kraví Hora (Kuhberg) und Svinný (Saubach) im Südwesten, Arnultovice (Arnsdorf) im Westen sowie Vysoká im Nordwesten.

## Geschichte
Die erste schriftliche Erwähnung von Biterne erfolgte im 1267 niedergeschriebenen Testament des Olmützer Bischofs Bruno von Schauenburg. 
Das Dorf bildete ursprünglich ein bischöfliches Lehn und wurde später der Lehnsherrschaft Maidelberg zugeschlagen. 1572 wurde die erste Schule eingerichtet. Als Besitzer lösten sich verschiedene Adlige ab, zum Ende des 16. Jahrhunderts erwarben die Sedlnitzky von Choltitz die Herrschaft. Nach der Schlacht am Weißen Berg wurde der Besitz des Christoph Sedlnitzky von Choltitz 1623 konfisziert. Die ersten Kirchenbücher wurden 1651 angelegt. Nach dem Tod des minderjährigen Olmützer Bischofs und Großmeisters Erzherzog Karl Joseph erhielt 1664 der Deutschritterorden die Herrschaft. Nach dem Ersten Schlesischen Krieg wurde 1742 in den Bergen nördlich des Dorfes die Grenze zu Preußisch Schlesien gezogen. Im Jahre 1766 wurde eine neue Kirche geweiht. 1768 verkaufte der Deutschritterorden die Grundherrschaft Maidelberg an die Johanniterkommende Glatz. Bis 1783 gehörte Pittern – wie die anderen mährischen Enklaven – zum Prerauer Kreis, danach zum Troppauer Kreis.
In der Zeit zwischen dem 14. und 18. Jahrhundert waren zahlreiche Namensformen gebräuchlich: Bitern (1320), Pittarn, Pitterna, Pieterna (ab 1404), Pinterna (1445), Pitarní (1539), Piterní (1543), Pitareň, Piterná, Piterné, Piterno (ab 1571), Biterno (1577), Bitarno (1591), Piterný (1593), Petärn (ab 1654), Petarn (1676), Pitarna (1720), Pittarna, Pitarne und Pittern (ab 1771).
Im Jahre 1835 bestand das Pfarrdorf Pittarn aus 121 Häusern mit 911 deutschsprachigen und katholischen Einwohnern, die vom Ackerbau lebten. Im Ort gab es ein steinernes Pfarrhaus mit Schule, eine Erbrichterei, 24 Bauernhöfe und zwei Wassermühlen. Die auf einer Anhöhe außerhalb des Dorfes gestandene Kirche besaß drei Altäre und einen Turm mit drei Glocken. Pittarn war Pfarrort für Maidelberg, Zottig und Seitendorf. Die Nutzfläche umfasste 590 Joch mäßiges Ackerland, 556 Joch Wald, 154 Joch Wiesen und 42 Joch Hutweide. Das Dorf war Teil der großen mährischen Enklave Hotzenplotz. Bis zur Mitte des 19. Jahrhunderts gehörte Pittarn zur Lehnsherrschaft Maidelberg.
Nach der Aufhebung der Patrimonialherrschaften bildete Pittarn / Biterna ab 1849 eine Gemeinde im Gerichtsbezirk Hotzenplotz. Ab 1869 gehörte Pittarn zum Bezirk Jägerndorf. Zu dieser Zeit hatte das Dorf 920 Einwohner und bestand aus 127 Häusern. 1873 wurde das Dorf dem neuen Gerichtsbezirk Hennersdorf zugeordnet. Als tschechischer Ortsname wurde ab 1872 Pitarně und ab 1889 Bitárno bzw. Pitárno verwendet. Im Jahre 1900 lebten in Pittarn 814 Personen, 1910 waren es 755. Beim Zensus von 1921 lebten in den 151 Häusern der Gemeinde Pittarn / Pitárni 648 Personen, davon 617 Deutsche. 1924 erfolgte die Änderung des tschechischen Ortsnamens in Pitárné. Im Jahre 1930 bestand die Gemeinde Pittarn aus 154 Häusern und hatte 585 Einwohner; 1939 waren es 557. Nach dem Münchner Abkommen wurde die Gemeinde 1938 dem Deutschen Reich zugesprochen und gehörte bis 1945 zum Landkreis Jägerndorf. Nach dem Ende des Zweiten Weltkrieges kam die Gemeinde zur Tschechoslowakei zurück. Die deutschsprachige Bevölkerung in dieser Zeit größtenteils vertrieben. Im Jahre 1950 lebten in den 152 Häusern von Pitárné nur noch 252 Personen. 1961 wurde Pitárné in den Okres Bruntál umgegliedert. Zum 1. Januar 1967 erfolgte die Eingemeindung nach Vysoká. Im Jahre 1970 hatte Pitárné 173 Einwohner. 1991 hatte das Dorf 86 Einwohner und bestand aus 33 Wohnhäusern. Beim Zensus von 2011 lebten in den 70 Häusern von Pitárné 71 Personen.

## Ortsgliederung
Der Ortsteil Pitárné bildet einen Katastralbezirk.

## Sehenswürdigkeiten
- Kirche Mariä Heimsuchung, geweiht 1766
- Pfarrhaus
- Hölzerne Kapelle im Pfarrgarten, sie wurde nach einem Brand wiederaufgebaut
- Denkmal der Gefallenen des Ersten Weltkrieges, auf dem Dorfplatz
- Bildstock, östlich des Dorfes am Weg zum Teich Pitárno
- Kulturhaus, ehemals Gasthof